# Shepherds Flat Wind Farm
Der Shepherds Flat Wind Farm (deutsch Shepherds Flat-Windpark) ist ein Windpark in der Nähe von Arlington im nördlichen Oregon an der Grenze zu Washington. Er besteht aus 338 Windkraftanlagen der 2,5-MW-Klasse mit einer installierten Leistung von zusammen 845 MW. Damit zählt er zu den größten Onshore-Windparks der Welt. Pro Jahr liefert der Windpark ca. zwei Milliarden kWh elektrischer Energie, womit ca. 235.000 US-amerikanische Haushalte versorgt werden können. Nach Inbetriebnahme werden 35 Personen fest im Windpark angestellt.
Im Jahre 2008 wurde er von der staatlichen Regulierungsbehörde, der Federal Energy Regulatory Commission (FERC), genehmigt. Der eigentliche Bau des Windparks begann schließlich 2009. Sein Betreiber ist Caithness Energy, der den erzeugten Strom an Southern Californian Edison liefert. Offiziell wurde der Windpark im September 2012 eingeweiht.

## Plan, Bau und Finanzierung
Der Windpark befindet sich im nördlichen Oregon in den Counties Morrow und Gilliam, wobei sich die Mehrzahl der Turbinen im Gilliam County befinden. Oregon stellte steuerliche Anreize im Wert von 5 Millionen $ an Caithness Energy zur Verfügung, um den Bau nach Oregon, bzw. in den Gilliam und Morrow County, zu verlegen. Die 78 km² große Anlage steht vollständig auf Privatgrundstück und befindet sich zwischen der Oregon Route 19 und der Oregon Route 74. Für den Bau des Windparks wurden 400 Arbeiter beschäftigt, die etwa 144,8 km Stromleitungen und 136,7 km Straßen verlegten.
Die Pläne für den Bau starteten im Jahr 2002 für einen Windpark mit einer Leistung von 105 MW, wobei der Plan aber dann im Jahre 2004 auf einen Anlage mit 845 MW umgestellt worden ist. Der Plan wurde dann dem Staat 2006 vorgelegt, mit der Forderung, den ersten Teil des Windparks schon 2008 am Netz zu haben. Frühere Pläne beabsichtigen den Bau eines Windparks mit einer Erzeugungskapazität von 909 MW und 303 Windkraftanlagen. Dieser Windpark hätte die damals in Oregon installierte Leistung verdoppelt. Da der Plan aber erst im Jahre 2008 von der Federal Energy Regulatory Commission genehmigt wurde, begann der Bau des Windparks ein Jahr später, 2009. Eingesetzt werden 338 Turbinen des Typs General Electric GE2.5XL mit jeweils 2,5 MW Leistung die in dem Projekt zum ersten Mal in den Vereinigten Staaten verbaut wurden. Die Turbinen und ein zehnjähriger Wartungsvertrag kosteten insgesamt 1,4 Milliarden $ und waren damit der größte Investitionsposten des etwa 2 Milliarden $ teuren Gesamtprojektes. Im Dezember 2010 bot das Department of Energy (DOE) eine Kreditgarantie von 1,3 Milliarden $ an. 
Im April 2011 erklärte Google Inc., dass sie 100 Millionen $ in den Windpark investiert hätten. Weitere beteiligte Unternehmen sind unter anderem Itōchū Shōji und Sumitomo Shōji.